# SN 2000cd
SN 2000cd – supernowa typu IIn odkryta 24 marca 2000 roku w galaktyce A105648-0534. W momencie odkrycia miała maksymalną jasność 18,20m.